# Markowicze (rejon łucki)
Markowicze (ukr. Марковичі) – wieś na Ukrainie, w obwodzie wołyńskim, w rejonie łuckim. W 2001 liczyła 391 mieszkańców, spośród których 390 wskazało jako ojczysty język ukraiński, a 1 ormiański.
W okresie międzywojennym wieś znajdowała się w granicach II RP, wchodząc w skład gminy Skobełka w powiecie horochowskim, w województwie wołyńskim.